# Carabau (Aldeia)
Carabau ist eine osttimoresische Aldeia im Suco Carabau (Verwaltungsamt Bobonaro, Gemeinde Bobonaro). 2015 lebten in der Aldeia 354 Menschen.

## Geographie
Carabau liegt im Nordosten des Sucos Carabau. Südlich befindet sich die Aldeia Atumnaro. Im Nordwesten grenzt Carabau an den Suco Tebabui und im Norden und Osten an den Suco Cota Bo’ot. Einen großen Teil der Grenze zu Atumnaro bildet der Loumea.
Im Westen liegt der Ort Carabau, in dem sich eine Grundschule und ein Friedhof befinden.

## Politik
2023 wurde Francisco F. de Araújo zum Chefe de Aldeia gewählt.